# Achebe Betty Powell
Achebe Betty Powell (Flórida, 14 de junho de 1940 – Brooklyn, 21 de fevereiro de 2023) foi uma ativista e líder comunitária norte-americana. Foi cofundadora da Fundação Lésbica Astraea pela Justiça e atuou no conselho da Força-Tarefa Nacional LGBTQ.

## Primeiros anos e educação
Betty Jean Kelly nasceu na Flórida, filha de Jesse Kelly e Rachel Harris (mais tarde conhecida como Rachel Long). Ela morou na Alemanha por vários anos quando adolescente, porque seu pai estava no Exército dos Estados Unidos e estava estacionado lá. Ela se converteu ao catolicismo na Alemanha e se formou no College of St. Catherine com um diploma de bacharel em francês. Ela obteve um mestrado em língua e literatura francesa pela Universidade Fordham em 1964.

## Carreira
Powell deu aulas de francês no ensino secundário na cidade de Nova Iorque e foi professora de francês e linguística no Brooklyn College. Também atuou como diretora da Kitchen Table Press. Em 1989, ela abriu uma empresa de consultoria, a Betty Powell Associates, focada em políticas de diversidade e treinamento antirracismo.
Powell foi membro fundadora da Salsa Soul Sisters e da Coalizão Nacional de Lésbicas e Gays Negros. Ela foi cofundadora da Fundação Lésbica Astraea pela Justiça. Ela foi a primeira lésbica negra membro do conselho da Força-Tarefa Nacional Gay. Em 1977, participou de uma reunião de líderes LGBTQ na Casa Branca com Jimmy Carter. Ela foi apresentada em um documentário, Word is Out (1977).
Powell esteve presente nas Conferências Mundiais das Nações Unidas sobre Mulheres, e SAGE, uma organização de defesa dos idosos LGBTQ. Em 2003, foi cofundadora da Queers for Economic Justice com Martin Duberman. Em 2004, ela deu uma entrevista de história oral para a Coleção Sophia Smith de História das Mulheres no Smith College.

## Vida pessoal e legado
Betty Kelly foi brevemente casada com Bill Powell na década de 1960. Seus parceiros de longa data foram Virginia Apuzzo e Linda Fraser. Aos 65 anos, Powell mudou seu nome para Achebe Betty Powell. Powell morreu no Brooklyn em fevereiro de 2023, aos 82 anos, de COVID-19. Seus papéis estão guardados na Coleção Sophia Smith de História das Mulheres no Smith College. Seu nome foi adicionado ao National LGBTQ Wall of Honor em 2023.